# Li Felländer-Tsai
Li Felländer-Tsai, född 1965 i Stockholm, är en svensk professor och överläkare i ortopedi. 

## Biografi
Li Felländer-Tsai studerade medicin vid Karolinska Institutet, där hon avlade läkarexamen. Hon försvarade sin doktorsavhandling med titeln "Anabolic and catabolic hormones in relation to physical stress in endurance athletes" vid Karolinska Institutet 1992, blev docent 1996 och specialist i ortopedi 1999. Den 1 oktober 2006 utnämndes hon till professor och överläkare i ortopedi.
Li Felländer-Tsais forskning behandlar sjukdomar och skador i rörelseorganen samt simulering som metod för färdighetsträning inom kirurgi och akut medicinskt omhändertagande för ökad patientsäkerhet. Hon har gjort pionjärinsatser för att introducera avancerade simulatorer inom medicinsk utbildning istället för träning av basala färdigheter på patienter. Hon har även tidigare varit registerhållare och ledamot av styrgruppen för Svenska Korsbandsregistret.
Li Felländer-Tsai etablerade Sveriges första Centrum för avancerad medicinsk simulering i Sverige. Hon har varit ledamot i organisationskommitten för Medicine Meets Virtual Reality och är medförfattare till böckerna "Serious Games and Virtual Worlds in Education, Professional Development, and Healthcare" och "Safer Surgery, Analyzing behaviour in the Operating Theatre".  Mellan 2012 och 2016 var hon Svensk ortopedisk förenings första kvinnliga ordförande, och mellan 2016 och 2018 var hon ordförande i Nordisk Ortopedisk Förening. Mellan år 2005-2010 var hon styrelseledamot vid Södertörns högskola och mellan år 2010-2016 styrelseledamot vid Kungliga Tekniska Högskolan (KTH). År 2017 utsågs hon till hedersledamot i Svensk ortopedisk förening.

## Macchiarini-affären
Li Felländer-Tsai var prefekt för KI:s institution Clintec vid tiden för Paolo Macchiarinis anställning som gästprofessor. Dåvarande rektor Harriet Wallberg delegerade frågan om en anställning av Macchiarini som gästprofessor på deltid till Felländer-Tsai i hennes egenskap som prefekt för öron- näs- och halsverksamheten. Det fanns där ett stort intresse av att rekrytera Macchiarini, som även var anställd överläkare på Karolinska Universitetssjukhuset, där han också kom att operera. En rad högprofilerade och ledande forskare och läkare vid Karolinska Universitetssjukhuset var avgörande för rekryteringen. Efter att signaler framkommit om Macchiarinis misslyckade operationer med plaststrupar föreslog Li Felländer-Tsai våren 2013 att en haveriutredning skulle tillsättas, men förslaget fick ingen respons. KI:s dåvarande rektor Anders Hamsten beslutade om förlängning av gästprofessuren baserat på Macchiarinis vetenskapliga rapportering 2013, som också användes för att förlänga KI:s stora statliga forskningsanslag SFO.

### Fotnoter
1. ↑  LIBRIS, Anabolic and catabolic hormones in relation to physical stress in endurance athletes Hämtad 2014-08-21
2. ↑  Karolinska Institutet, Forskare - ortopedi och bioteknologi Arkiverad 19 augusti 2014 hämtat från the Wayback Machine., Hämtad 2014-08-15
3. ↑  Forskning & Medicin, Simuleringar för säkerhets skull Arkiverad 2 april 2015 hämtat från the Wayback Machine. Hämtad 2014-08-28
4. ↑  Läkartidningen, Kirurgisk simulering är ett måste Hämtad 2014-08-28
5. ↑  ”http://www.lakartidningen.se/Klinik-och-vetenskap/Kommentar/2013/04/Kirurgisk-simulatortraning-ar-ett-maste-/”. www.lakartidningen.se. http://www.lakartidningen.se/Klinik-och-vetenskap/Kommentar/2013/04/Kirurgisk-simulatortraning-ar-ett-maste-/. Läst 16 oktober 2016.
6. ↑  ”It i vården”. http://itivarden.idg.se/2.2898/1.399708/vill-att-specialister-tranar-genom-hela-yrkeslivet. Läst 16 oktober 2016.
7. ↑  ”Sydsvenskan”. http://www.sydsvenskan.se/2011-01-23/ovning-ger-sakerhet-i-varden. Läst 16 oktober 2016.
8. ↑  ”Svenska korsbandsregistret”. Arkiverad från originalet den 16 februari 2015. https://web.archive.org/web/20150216150930/http://www.artroclinic.se/scripts/cgiip.exe/WService=skreg/xb_index. Läst 28 februari 2015.
9. ↑  ”CAMST – CAMST:s historia”. www.simulatorcentrum.se. http://www.simulatorcentrum.se/om-oss/camsts-historia/. Läst 16 oktober 2016.
10. ↑  ”7 tydliga tecken – därför är VR en miljardindustri”. SvD. http://www.svd.se/7-tydliga-tecken--darfor-ar-vr-en-miljardindustri#sida-3. Läst 10 december 2016.
11. ↑  Medicine Meets Virtual Reality, Committe Arkiverad 27 september 2014 hämtat från the Wayback Machine. Hämtad 2014-08-22
12. ↑  IGI Global, Serious Games and Virtual Worlds in Education, Professional Development, and Healthcare Hämtad 2014-08-15
13. ↑  Ashgate, Safer Surgery, Analyzing behaviour in the Operating Theatre Arkiverad 3 september 2013 hämtat från the Wayback Machine. Hämtad 2014-08-28
14. ↑  Svensk Ortopedisk Förening, Styrelse Arkiverad 19 augusti 2014 hämtat från the Wayback Machine. Hämtad 2014-08-15
15. ↑  Dagens Medicin, Ortopeder får ny ordförande Arkiverad 26 augusti 2014 hämtat från the Wayback Machine. Hämtad 2014-08-15
16. ↑  The Nordic Orthopaedic Federation NOF Board Arkiverad 23 mars 2014 hämtat från the Wayback Machine. Hämtad 2014-08-15
17. ↑  Totta Kasemo. ”Life science-kunniga i KTH:s nya styrelse”. Life Science Sweden. Arkiverad från originalet den 2 april 2015. https://web.archive.org/web/20150402151340/http://www.lifesciencesweden.se/jobb-karriar/life-science-kunniga-i-kths-nya-styrelse/. Läst 28 februari 2015.
18. ↑  ”Dagens industri”. 9 april 2010. http://www.di.se/artiklar/2010/4/9/borje-ekholm-pa-ny-post/. Läst 27 oktober 2016.
19. ↑  ”Hedersledamöter - SOF”. ortopedi.se. Svensk ortopedisk förening, Majoda AB. Arkiverad från originalet den 18 september 2017. https://web.archive.org/web/20170918033046/http://ortopedi.se/index1.asp?siteid=1&pageid=178&s1id=8. Läst 17 september 2017.
20. 1 2 3  Lindquist, Bosse (2018). Macchiarini-affären. Sanningar och lögner på Karolinska. Stockholm: Bonniers. sid. 404-415. Libris 22571656. ISBN 978-91-0-017080-6
21. ↑  Anna Bäsén, Tomas Carlsson (10 december 2016). ”Patienterna offrades – ledningen belönades”. Expressen. https://www.expressen.se/nyheter/patienterna-offrades--ledningen-belonades-1/. Läst 25 december 2021.